# Ann Brashares
Ann Brashares (Alexandria, 30 luglio 1967) è una scrittrice statunitense.

## Biografia
È cresciuta a Chevy Chase, nel Maryland, vicino a Bethesda, ed ha frequentato le elementari alla Sidwell School di Washington.
Ha studiato filosofia al Barnard College e in seguito ha lavorato come editor presso la 17th Street Productions e per la Alloy Entertainment. Vive a New York con il marito, l'artista Jacob Collins, e con i figli Nathaniel, Samuel, e Susannah.
La Brashares è diventata famosa grazie al libro Quattro amiche e un paio di jeans del 2001, a cui sono seguiti diversi altri capitoli: Quattro amiche e un paio di jeans la seconda estate, Quattro amiche e un paio di jeans il tempo delle scelte, Quattro amiche e un paio di jeans per sempre in blu e, il seguito della saga, ambientato dieci anni dopo Quattro amiche per sempre

## Opere
- 2001 — Quattro amiche e un paio di jeans (The Sisterhood of the Traveling Pants)
- 2003 — La seconda estate. Quattro amiche e un paio di jeans (The Second Summer of the Sisterhood)
- 2005 — Il tempo delle scelte. Quattro amiche e un paio di jeans (Girls in Pants: The Third Summer of the Sisterhood)
- 2007 — Per sempre in blu. Quattro amiche e un paio di jeans (Forever in Blue: The Fourth Summer of the Sisterhood)
- 2007 — L'estate di noi due (The Last Summer (of You and Me))
- 2009 — Tre salici. L'amicizia è per sempre (3 Willows: The Sisterhood Grows)
- 2010 — Grande amore (My Name Is Memory)
- 2011 — Quattro amiche per sempre (Sisterhood Everlasting)